# 冷靜與熱情之間
《冷靜與熱情之間》（日语：冷静と情熱のあいだ），2001年发行的日本電影，由中江功執導，竹野內豐、陳慧琳主演。
原作同名小說《冷靜與熱情之間︰藍》及《冷靜與熱情之間︰紅》於1997年開始在月刊上由兩個作者交替連載，1999年集結出版，作者是辻仁成和江國香織，分別從順正的角度（藍）及葵的角度（紅）述事，構成完整故事。
《冷靜與熱情之間》的主題曲《自然之子》（收錄於專輯《雨過天晴》）由愛爾蘭樂壇天后恩雅主唱。
電影當時在日本引起轟動，未上映便已破了當地的預售門票紀錄，正式上映時立即成功進佔票房冠軍，把一直保持了接近半年的票房冠軍的《神隱少女》壓下去，令男女主角竹野內豐及陳慧琳在日本人氣高企，日本傳媒更以「Kelly Chen的魅力阻止了《千尋》」，更是 2001年日本全年電影票房排名第8位（非動漫片第2位）的電影，票房多達2億2200萬港元（高達27億日元），日本票房史上第118位。

## 概要
影片讲述的是一個愛情故事，關於2名於日本的美術學院相識的學生。
順正和亞藍是一對美術學院相識小戀人，分手後，兩人承諾在8年後到意大利佛羅倫斯再會。

## 演員
- 竹野內豐 - 阿形順正
- 陳慧琳 - 亞藍
- 羅伯托·布魯內蒂（義大利語：Roberto Brunetti） - Luca
- 華利維亞·嘉華尼（英语：Valeria Cavalli） - Giovanna
- 盧西亞諾·費德里柯（英语：Luciano Federico） - Angelo
- Silvia Ferreri - Daniela
- 阿諾爾多·弗阿 - The Restorer
- 廣田玲央名 - 麻美
- 片瀨那奈
- Hisanori Koshimizu
- 松村達雄（英语：Tatsuo Matsumura (actor)） - 阿形清治
- Ryôta Matsushima
- 瑪莉莎·梅利尼（英语：Marisa Merlini） - Gina
- 大和田伸也 - 阿形清雅
- Kenichi Sano
- 中山裕介（英语：Yūsuke Santamaria） - 崇
- 椎名桔平 - 高梨
- 篠原凉子 - 芽實
- 鹽見三省（英语：Sansei Shiomi） - 律師
- 王敏德 - Marvin Lai

## 票房
- 2001年日本全年票房第8位（非動漫第2位） - 超過30億日元（2億2000萬港元）、登上當時日本票房史上第67位
- 截至2006年日本票房史上第98位

## 獎項
- 2002年第25回日本奧斯卡（日本學院獎）優秀主演男優獎 竹野內豐／冷靜與熱情之間

## 相關連結
- 官方網站（日語）
- 互联网电影数据库（IMDb）上《冷靜與熱情之間》的资料（英文）
- 冷靜與熱情之間(紅) （页面存档备份，存于）

1. ↑  .   [2014-12-06]. （原始内容存档于2014-12-09）.
2. ↑  .   [2009-01-02]. （原始内容存档于2009-12-15）.